# Czwarty rząd Józefa Cyrankiewicza
Czwarty rząd Józefa Cyrankiewicza – rząd pod kierownictwem premiera Józefa Cyrankiewicza.
24 czerwca 1965 prezes Rady Ministrów Józef Cyrankiewicz zgłosił dymisję swojego rządu, którą Sejm IV kadencji przyjął. W tym samym dniu Sejm powołał na stanowisko prezesa Rady Ministrów Józefa Cyrankiewicza i powierzył mu zadanie skompletowania składu rządu. Sejm na wniosek Józefa Cyrankiewicza powołał Radę Ministrów w dniu 25 czerwca 1965. Rząd istniał do 28 czerwca 1969, kiedy zaprzysiężono kolejny rząd Józefa Cyrankiewicza.

## Czwarta Rada Ministrów Józefa Cyrankiewicza (1965–1969)
| Funkcja                                                 | Imię i nazwisko             | Imię i nazwisko            | Czas pełnienia funkcji | Czas pełnienia funkcji |
| Funkcja                                                 | Imię i nazwisko             | Imię i nazwisko            | Od                     | Do                     |
| ------------------------------------------------------- | --------------------------- | -------------------------- | ---------------------- | ---------------------- |
| Prezes Rady Ministrów                                   |                             | Józef Cyrankiewicz (PZPR)  | 24 czerwca 1965(dts)   | 27 czerwca 1969(dts)   |
| Wiceprezes Rady Ministrów                               |                             | Stefan Ignar (ZSL)         | 25 czerwca 1965(dts)   | 28 czerwca 1969(dts)   |
| Wiceprezes Rady Ministrów                               |                             | Piotr Jaroszewicz (PZPR)   | 25 czerwca 1965(dts)   | 28 czerwca 1969(dts)   |
| Wiceprezes Rady Ministrów                               | Zenon Nowak (PZPR)          | 25 czerwca 1965(dts)       | 22 grudnia 1968(dts)   |                        |
| Wiceprezes Rady Ministrów                               | Eugeniusz Szyr (PZPR)       | 25 czerwca 1965(dts)       | 28 czerwca 1969(dts)   |                        |
| Przewodniczący Komitetu Nauki i Techniki                | Eugeniusz Szyr (PZPR)       | 25 czerwca 1965(dts)       | 22 grudnia 1968(dts)   |                        |
| Wiceprezes Rady Ministrów                               | Julian Tokarski (PZPR)      | 25 czerwca 1965(dts)       | 14 grudnia 1965(dts)   |                        |
| Wiceprezes Rady Ministrów                               | Franciszek Waniołka (PZPR)  | 25 czerwca 1965(dts)       | 22 grudnia 1968(dts)   |                        |
| Minister finansów                                       | Jerzy Albrecht (PZPR)       | 25 czerwca 1965(dts)       | 15 lipca 1968(dts)     |                        |
| Minister żeglugi                                        | Janusz Burakiewicz (PZPR)   | 25 czerwca 1965(dts)       | 29 kwietnia 1969(dts)  |                        |
| Minister handlu zagranicznego                           | Janusz Burakiewicz (PZPR)   | 29 kwietnia 1969(dts)      | 28 czerwca 1969(dts)   |                        |
| Przewodniczący Komitetu Pracy i Płac                    | Aleksander Burski (PZPR)    | 25 czerwca 1965(dts)       | 22 grudnia 1968(dts)   |                        |
| Minister leśnictwa i przemysłu drzewnego                |                             | Roman Gesing (ZSL)         | 25 czerwca 1965(dts)   | 28 czerwca 1969(dts)   |
| Minister szkolnictwa wyższego                           |                             | Henryk Golański (PZPR)     | 25 czerwca 1965(dts)   | 14 grudnia 1965(dts)   |
| Minister przemysłu ciężkiego                            | Janusz Hrynkiewicz (PZPR)   | 25 czerwca 1965(dts)       | 21 listopada 1967(dts) |                        |
| Minister przemysłu maszynowego                          | Janusz Hrynkiewicz (PZPR)   | 25 listopada 1967(dts)     | 28 czerwca 1969(dts)   |                        |
| Minister rolnictwa                                      | Mieczysław Jagielski (PZPR) | 25 czerwca 1965(dts)       | 28 czerwca 1969(dts)   |                        |
| Przewodniczący Komisji Planowania przy Radzie Ministrów | Stefan Jędrychowski (PZPR)  | 25 czerwca 1965(dts)       | 22 grudnia 1968(dts)   |                        |
| Minister spraw zagranicznych                            | Stefan Jędrychowski (PZPR)  | 22 grudnia 1968(dts)       | 28 czerwca 1969(dts)   |                        |
| Przewodniczący Komitetu Drobnej Wytwórczości            |                             | Włodzimierz Lechowicz (SD) | 25 czerwca 1965(dts)   | 28 czerwca 1969(dts)   |
| Minister handlu wewnętrznego                            |                             | Mieczysław Lesz (PZPR)     | 25 czerwca 1965(dts)   | 14 grudnia 1965(dts)   |
| Minister członek rządu                                  | 14 grudnia 1965(dts)        | Mieczysław Lesz (PZPR)     | 11 kwietnia 1968(dts)  |                        |
| Minister komunikacji                                    | Piotr Lewiński (PZPR)       | 25 czerwca 1965(dts)       | 28 czerwca 1969(dts)   |                        |
| Minister górnictwa i energetyki                         | Jan Mitręga (PZPR)          | 25 czerwca 1965(dts)       | 28 czerwca 1969(dts)   |                        |
| Minister spraw wewnętrznych                             | Mieczysław Moczar (PZPR)    | 25 czerwca 1965(dts)       | 15 lipca 1968(dts)     |                        |
| Minister łączności                                      |                             | Zygmunt Moskwa (SD)        | 25 czerwca 1965(dts)   | 28 czerwca 1969(dts)   |
| Minister kultury i sztuki                               |                             | Lucjan Motyka (PZPR)       | 25 czerwca 1965(dts)   | 28 czerwca 1969(dts)   |
| Minister budownictwa i przemysłu materiałów budowlanych | Marian Olewiński (PZPR)     | 25 czerwca 1965(dts)       | 28 czerwca 1969(dts)   |                        |
| Minister przemysłu spożywczego i skupu                  |                             | Feliks Pisula (ZSL)        | 25 czerwca 1965(dts)   | 11 kwietnia 1968(dts)  |
| Minister przemysłu chemicznego                          |                             | Antoni Radliński (PZPR)    | 25 czerwca 1965(dts)   | 28 czerwca 1969(dts)   |
| Minister spraw zagranicznych                            | Adam Rapacki (PZPR)         | 25 czerwca 1965(dts)       | 22 grudnia 1968(dts)   |                        |
| Minister obrony narodowej                               | Marian Spychalski (PZPR)    | 25 czerwca 1965(dts)       | 11 kwietnia 1968(dts)  |                        |
| Minister gospodarki komunalnej                          | Stanisław Sroka (PZPR)      | 25 czerwca 1965(dts)       | 13 sierpnia 1967(dts)  |                        |
| Minister przemysłu lekkiego                             | Eugeniusz Stawiński (PZPR)  | 25 czerwca 1965(dts)       | 11 kwietnia 1968(dts)  |                        |
| Minister zdrowia i opieki społecznej                    | Jerzy Sztachelski (PZPR)    | 25 czerwca 1965(dts)       | 15 lipca 1968(dts)     |                        |
| Minister handlu zagranicznego                           | Witold Trąmpczyński (PZPR)  | 25 czerwca 1965(dts)       | 22 grudnia 1968(dts)   |                        |
| Minister oświaty                                        | Wacław Tułodziecki (PZPR)   | 25 czerwca 1965(dts)       | 16 listopada 1966(dts) |                        |
| Minister sprawiedliwości                                | Stanisław Walczak (PZPR)    | 25 czerwca 1965(dts)       | 28 czerwca 1969(dts)   |                        |
| Minister szkolnictwa wyższego                           | Henryk Jabłoński (PZPR)     | 14 grudnia 1965(dts)       | 16 listopada 1966(dts) |                        |
| Minister oświaty i szkolnictwa wyższego                 | Henryk Jabłoński (PZPR)     | 16 listopada 1966(dts)     | 28 czerwca 1969(dts)   |                        |
| Minister handlu wewnętrznego                            | Edward Sznajder (PZPR)      | 14 grudnia 1965(dts)       | 28 czerwca 1969(dts)   |                        |
| Minister gospodarki komunalnej                          | Andrzej Giersz (PZPR)       | 21 listopada 1967(dts)     | 28 czerwca 1969(dts)   |                        |
| Minister przemysłu ciężkiego                            | Franciszek Kaim (PZPR)      | 21 listopada 1967(dts)     | 28 czerwca 1969(dts)   |                        |
| Minister przemysłu spożywczego i skupu                  |                             | Stanisław Gucwa (ZSL)      | 11 kwietnia 1968(dts)  | 28 czerwca 1969(dts)   |
| Minister obrony narodowej                               |                             | Wojciech Jaruzelski (PZPR) | 11 kwietnia 1968(dts)  | 28 czerwca 1969(dts)   |
| Minister przemysłu lekkiego                             | Tadeusz Kunicki (PZPR)      | 11 kwietnia 1968(dts)      | 28 czerwca 1969(dts)   |                        |
| Minister zdrowia i opieki społecznej                    |                             | Jan Kostrzewski            | 15 lipca 1968(dts)     | 28 czerwca 1969(dts)   |
| Minister finansów                                       |                             | Stanisław Majewski (PZPR)  | 15 lipca 1968(dts)     | 28 czerwca 1969(dts)   |
| Minister spraw wewnętrznych                             | Kazimierz Świtała (PZPR)    | 15 lipca 1968(dts)         | 28 czerwca 1969(dts)   |                        |
| Przewodniczący Komitetu Nauki i Techniki                | Jan Kaczmarek (PZPR)        | 22 grudnia 1968(dts)       | 28 czerwca 1969(dts)   |                        |
| Przewodniczący Komitetu Pracy i Płac                    | Michał Krukowski (PZPR)     | 22 grudnia 1968(dts)       | 28 czerwca 1969(dts)   |                        |
| Przewodniczący Komisji Planowania przy Radzie Ministrów | Józef Kulesza (PZPR)        | 22 grudnia 1968(dts)       | 28 czerwca 1969(dts)   |                        |
| Minister żeglugi                                        | Jerzy Szopa (PZPR)          | 29 kwietnia 1969(dts)      | 28 czerwca 1969(dts)   |                        |

## W dniu zaprzysiężenia 25 czerwca 1965
- Józef Cyrankiewicz (PZPR) – prezes Rady Ministrów
- Stefan Ignar (ZSL) – wiceprezes Rady Ministrów
- Piotr Jaroszewicz (PZPR) – wiceprezes Rady Ministrów
- Zenon Nowak (PZPR) – wiceprezes Rady Ministrów
- Eugeniusz Szyr (PZPR) – wiceprezes Rady Ministrów, przewodniczący Komitetu Nauki i Techniki
- Julian Tokarski (PZPR) – wiceprezes Rady Ministrów
- Franciszek Waniołka (PZPR) – wiceprezes Rady Ministrów
- Jerzy Albrecht (PZPR) – minister finansów
- Janusz Burakiewicz (PZPR) – minister żeglugi
- Aleksander Burski (PZPR) – przewodniczący Komitetu Pracy i Płac
- Roman Gesing (ZSL) – minister leśnictwa i przemysłu drzewnego
- Henryk Golański (PZPR) – minister szkolnictwa wyższego
- Janusz Hrynkiewicz (PZPR) – minister przemysłu ciężkiego
- Mieczysław Jagielski (PZPR) – minister rolnictwa
- Stefan Jędrychowski (PZPR) – przewodniczący Komisji Planowania przy Radzie Ministrów
- Włodzimierz Lechowicz (SD) – przewodniczący Komitetu Drobnej Wytwórczości
- Mieczysław Lesz (PZPR) – minister handlu wewnętrznego
- Piotr Lewiński (PZPR) – minister komunikacji
- Jan Mitręga (PZPR) – minister górnictwa i energetyki
- Mieczysław Moczar (PZPR) – minister spraw wewnętrznych
- Zygmunt Moskwa (SD) – minister łączności
- Lucjan Motyka (PZPR) – minister kultury i sztuki
- Marian Olewiński (PZPR) – minister budownictwa i przemysłu materiałów budowlanych
- Feliks Pisula (ZSL) – minister przemysłu spożywczego i skupu
- Antoni Radliński (PZPR) – minister przemysłu chemicznego
- Adam Rapacki (PZPR) – minister spraw zagranicznych
- Marian Spychalski (PZPR) – minister obrony narodowej
- Stanisław Sroka (PZPR) – minister gospodarki komunalnej
- Eugeniusz Stawiński (PZPR) – minister przemysłu lekkiego
- Jerzy Sztachelski (PZPR) – minister zdrowia i opieki społecznej
- Witold Trąmpczyński (PZPR) – minister handlu zagranicznego
- Wacław Tułodziecki (PZPR) – minister oświaty
- Stanisław Walczak (PZPR) – minister sprawiedliwości

## Zmiany w składzie Rady Ministrów
- 14 grudnia 1965
  - Odwołanie:
    - Henryka Golańskiego z urzędu ministra szkolnictwa wyższego (powołany na ten urząd 25 czerwca 1965).
    - Mieczysława Lesza z urzędu ministra handlu wewnętrznego (powołany na ten urząd 25 czerwca 1965).
    - Juliana Tokarskiego z urzędu wiceprezesa Rady Ministrów (powołany na ten urząd 25 czerwca 1965).

  - Powołanie:
    - Mieczysława Lesza na urząd ministra członka rządu.
    - Henryka Jabłońskiego na urząd ministra szkolnictwa wyższego.
    - Edwarda Sznajdra na urząd ministra handlu wewnętrznego.
- 16 listopada 1966
  - Przekształcenie:
    - Zniesiono Ministerstwo Oświaty, Wacław Tułodziecki, minister oświaty (powołany na ten urząd 25 czerwca 1965).
    - Zniesiono Ministerstwo Szkolnictwa Wyższego, Henryk Jabłoński, minister szkolnictwa wyższego (powołany na ten urząd 14 grudnia 1965).

  - Powołanie:
    - Henryka Jabłońskiego na urząd ministra oświaty i szkolnictwa wyższego.
- 13 sierpnia 1967
  - Śmierć:
    - Stanisława Sroki, ministra gospodarki komunalnej (powołany na ten urząd 25 czerwca 1965).
- 21 listopada 1967
  - Odwołanie:
    - Janusza Hrynkiewicza z urzędu ministra przemysłu ciężkiego (powołany na ten urząd 14 grudnia 1965).

  - Powołanie:
    - Andrzeja Giersza na urząd ministra gospodarki komunalnej.
    - Franciszka Kaima na urząd ministra przemysłu ciężkiego.
- 25 listopada 1967
  - Powołanie:
    - Janusza Hrynkiewicza na urząd ministra przemysłu maszynowego.
- 11 kwietnia 1968
  - Odwołanie:
    - Mieczysława Lesza z urzędu ministra członka rządu (powołany na ten urząd 14 grudnia 1965).
    - Feliksa Pisuli z urzędu ministra przemysłu spożywczego i skupu (powołany na ten urząd 25 czerwca 1965).
    - Mariana Spychalskiego z urzędu ministra obrony narodowej (powołany na ten urząd 25 czerwca 1965).
    - Eugeniusza Stawińskiego z urzędu ministra przemysłu lekkiego (powołany na ten urząd 25 czerwca 1965).

  - Powołanie:
    - Stanisława Gucwy na urząd ministra przemysłu spożywczego i skupu.
    - Wojciecha Jaruzelskiego na urząd ministra obrony narodowej.
    - Tadeusza Kunickiego na urząd ministra przemysłu lekkiego.
- 15 lipca 1968
  - Odwołanie:
    - Jerzego Albrechta z urzędu ministra finansów (powołany na ten urząd 25 czerwca 1965).
    - Mieczysława Moczara z urzędu ministra spraw wewnętrznych (powołany na ten urząd 25 czerwca 1965).
    - Jerzego Sztachelskiego z urzędu ministra zdrowia i opieki społecznej (powołany na ten urząd 25 czerwca 1965).

  - Powołanie:
    - Jana Kostrzewskiego na urząd ministra zdrowia i opieki społecznej.
    - Stanisława Majewskiego na urząd ministra finansów.
    - Kazimierza Świtały na urząd ministra spraw wewnętrznych.
- 22 grudnia 1968
  - Odwołanie:
    - Aleksandra Burskiego z urzędu przewodniczącego Komitetu Pracy i Płac (powołany na ten urząd 25 czerwca 1965).
    - Zenona Nowaka z urzędu wiceprezesa Rady Ministrów (powołany na ten urząd 25 czerwca 1965).
    - Stefana Jędrychowskiego z urzędu przewodniczącego Komisji Planowania przy Radzie Ministrów (powołany na ten urząd 25 czerwca 1965).
    - Adama Rapackiego z urzędu ministra spraw zagranicznych (powołany na ten urząd 25 czerwca 1965).
    - Eugeniusza Szyr z urzędu przewodniczącego Komitetu Nauki i Techniki (powołany na ten urząd 25 czerwca 1965).
    - Witolda Trąmpczyńskiego z urzędu ministra handlu zagranicznego (powołany na ten urząd 25 czerwca 1965).
    - Franciszka Waniołki z urzędu wiceprezesa Rady Ministrów (powołany na ten urząd 25 czerwca 1965).

  - Powołanie:
    - Stefana Jędrychowskiego na urząd ministra spraw zagranicznych.
    - Jana Kaczmarka na urząd przewodniczącego Komitetu Nauki i Techniki.
    - Michała Krukowskiego na urząd przewodniczącego Komitetu Pracy i Płac.
    - Józefa Kuleszy na urząd przewodniczącego Komisji Planowania przy Radzie Ministrów.
- 29 kwietnia 1969
  - Odwołanie:
    - Janusza Burakiewicza z urzędu ministra żeglugi (powołany na ten urząd 25 czerwca 1965).

  - Powołanie:
    - Janusza Burakiewicza na urząd ministra handlu zagranicznego.
    - Jerzego Szopy na urząd ministra żeglugi.